# Хачатуров, Юрий Григорьевич

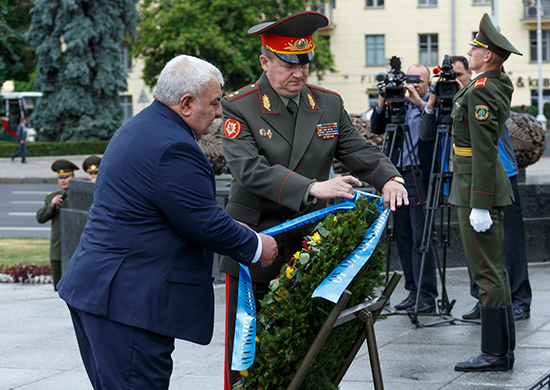
Юрий Хачатуров и Андрей Равков (2017)

Ю́рий Григо́рьевич Хачату́ров (арм. Յուրի Գրիգորիի Խաչատուրով; род. 1 мая 1952, Тетри-Цкаро, Грузинская ССР, СССР) — армянский военный деятель, генерал-полковник. Генеральный секретарь ОДКБ (2017—2018), Начальник Генерального штаба Вооружённых сил Армении (2008—2016).

## Биография
Юрий Григорьевич Хачатуров родился 1 мая 1952 года в городе Тетри-Цкаро Грузинской ССР, в семье служащего.
После окончания в 1969 году средней школы города Тетри-Цкаро поступил в Тбилисское артиллерийское командное Краснознаменное училище, которое с отличием окончил в 1974 году.
После окончания училища Хачатуров был назначен на должность командира огневого взвода артиллерийского полка мотострелковой дивизии Дальневосточного военного округа.
С 1976 по 1982 годы он занимал должности командира батареи, начальника штаба — заместителя командира артиллерийского дивизиона, командира отдельного противотанкового артиллерийского дивизиона в Дальневосточном военном округе.
С 1982 по июнь 1985 года являлся слушателем командного факультета Ленинградской военной артиллерийской академии им. М. И. Калинина. После окончания академии был назначен на должность начальника штаба ракетных войск и артиллерии танковой дивизии Белорусского военного округа.
С 1987 по февраль 1989 года служил в должности начальника штаба ракетных войск и артиллерии 5-й гвардейской мотострелковой дивизии 40-й армии в Афганистане.
В октябре 1989 года после окончания службы в Афганистане Хачатуров назначается на должность командира 231-й артиллерийской бригады 7-й танковой армии Белорусского военного округа.
В апреле 1992 года специальным приказом министра обороны Республики Беларусь был откомандирован в распоряжение министерства обороны Республики Армения и назначен на должность командира 2-го мотострелкового полка. Участвовал в военных действиях в Нагорном Карабахе, принимал активное участие в охране государственной границы РА.
В сентябре 1992 года становится начальником управления пограничных войск и заместителем Командующего Вооруженными Силами Республики Армения. Формировал Горисский мотострелковый полк, Тавушскую мотострелковую бригаду, первый и четвертый армейские корпуса, длительные годы командовал этими частями, соединениями и объединениями. Занимал также должности командующего оперативного направления и заместителя начальника Главного штаба Вооруженных Сил РА.
В 1995 году Указом Президента Республики Армения Хачатурову присвоено воинское звание генерала-майора, в 2000 году — генерала-лейтенанта, 15 апреля 2008 года — генерала-полковника.
21 марта 2000 года Указом Президента Республики Армения назначен на должность заместителя министра обороны Республики Армения.
15 апреля 2008 года Указом Президента Республики Армения назначен на должность начальника Генерального штаба Вооружённых сил Республики Армения.
3 октября 2016 года назначен секретарём Совета национальной безопасности Республики Армения.
14 апреля 2017 года утверждён генеральным секретарём ОДКБ, приступил к работе со 2 мая 2017 года.
26 июля 2018 года Хачатурову предъявлено обвинение в свержении конституционного строя по факту его действий на посту командующего частями ереванского гарнизона 1—2 марта 2008 года, когда были подавлены выступления оппозиции во главе с Левоном Тер-Петросяном, обвинившей власти в подтасовке результатов президентских выборов 19 февраля 2008 года. 27 июля он был освобождён из-под стражи под залог 10 тыс. долларов, и Армения обратилась к странам ОДКБ с предложением об освобождении Хачатурова от должности генерального секретаря организации.
2 ноября 2018 года пресс-служба ОДКБ сообщила о завершении процедуры досрочного прекращения полномочий Генерального секретаря Ю. Г. Хачатурова.

## Семья
Жена, трое сыновей.

## Награды
- Два ордена Красной Звезды.
- Орден За службу Родине в ВС СССР III степени.
- Орден Боевого Креста Армении и НКР II-ой степени.
- Орден Нерсеса Шнорали Армянской Апостольской церкви.
- Орден «Звезда» II степени ДРА.
- Орден Вардана Мамиконяна.
- Медаль «За заслуги перед Отечеством» 1-Й и 2-й степени
- Медаль «За безупречную службу» 1-й степени
- Медаль «За безупречную службу» 2-й степени
- Медаль «Маршал Баграмян»
- Медаль «Андраник Озанян»
- Медаль «За боевое содружество» службы национальной безопасности РА
- Медаль «За укрепление содружества» Полиции РА
- Памятная медаль Премьер-министра РА
- Приказами министра обороны РА неоднократно награждался именным боевым оружием.
- Другие медали.